# Rock in Opposition
Rock in Opposition (R.I.O.) é um movimento musical que representava uma coleção de bandas de rock progressivo, e que se baseia fortemente nas estruturas clássicas da música de vanguarda do final do século XX. Como outras vertentes  de vanguarda, como Krautrock, deveria, segundo os fãs, ser apreciado e não simplesmente entendido. O senso de musicalidade é extremamente elevado, e desta forma, é melhor  apreciado ao vivo, devido a mutação do som, onde é valorizada a improvisação livre dos músicos, como no Jazz. Dominado pelos acordes dissonantes, contagens de tempos ímpares, polirritmia, abstracismo, letras  geralmente politizadas, este tipo de vertente do rock progressivo é frequentemente rejeitado pelos fãs conservadores.
Os principais grupos representativos deste movimento, surgido com um primeiro show em 12 de Março de 1978, no New London Theatre são:
Henry Cow (Reino Unido)
Stormy Six (Itália)
Samla Mammas Manna (Suécia)
Univers Zero (Belgica)
Etron Fou Leloublan (França)